# 黎军
黎军（1970年7月—），女，汉族，湖南岳阳人，中华人民共和国行政法学专家、政治人物，曾任深圳大学教授、副校长，深圳市政协副主席，现任东莞市人民政府副市长，中国国民党革命委员会中央委员会常务委员。